# 946 v.Chr.
Het jaar 946 v.Chr. is een jaartal volgens de christelijke jaartelling.

## Gebeurtenissen

### China
- Koning Zhou gong wang regeert over de Zhou-dynastie.

## Overleden
- Zhou mo wang, Chinese koning van de Zhou-dynastie